# Stuart Building
El Stuart Building o University Towers es un edificio histórico de 10 pisos situado en la ciudad de Lincoln, la capital del estado de Nebraska (Estados Unidos). Fue construido por Olson Construction Company en 1927 para Stuart Investment Company, fundada en 1880. Fue diseñado en los estilos art déco y neogótico por Ellery L. Davis de Davis y Wilson. Fue incluido en el Registro Nacional de Lugares Históricos desde el 23 de diciembre de 2003.